# Agnese d'Asburgo (duchessa)
Agnese d'Asburgo (Rheinfelden, 1257 – Wittenberg, 11 ottobre 1322) fu duchessa consorte di Sassonia-Wittenberg.

## Biografia
Era figlia dell'imperatore Rodolfo I, e della sua prima moglie, Gertrude di Hohenberg.

### Matrimonio
Nel 1273 il padre venne eletto imperatore del Sacro Romano Impero. Fu sostenuto in questo dal duca Alberto II di Sassonia, che, insieme al fratello Giovanni I, governava il ducato di Sassonia. Come ringraziamento per il suo sostegno, Agnese fu data in sposa ad Alberto II. Il matrimonio ebbe luogo nel 1282, che le valse il titolo di duchessa di Sassonia.
Nel 1282 i figli di Giovanni I divennero co-duchi di Sassonia. Quando i cugini minori di suo marito furono dichiarati adulti, il ducato di Sassonia fu diviso tra di loro nel 1296. Giovanni II, Eric I e Alberto III ricevettero il ducato di Sassonia-Lauenburg, mentre Alberto II ricevette  il ducato di Sassonia-Wittenberg. Da quel momento in poi Agnese prese il titolo di duchessa di Sassonia-Wittenberg.

### Morte
Suo marito morì nel 1298. Agnese continuò a vivere nel ducato di Sassonia-Wittenberg e morì nel 1322 all'età di 65 anni.

## Discendenza
La coppia ebbe sei figli:
- Rodolfo (1284-11 marzo 1356), duca di Sassonia-Wittenberg;
- Ottone (?-29 agosto 1349);
- Alberto (?-19 maggio 1344), vescovo di Passau (1322-1342);
- Venceslao (?-17 marzo 1327), canonico a Halberstadt;
- Anna (?-22 novembre 1327), sposò in prime nozze il margravio Federico lo Zoppo, e in seconde nozze il duca Enrico II di Meclemburgo;
- Elisabetta (?-1341).

## Ascendenza
|                         |                          |                           | Genitori                           |  |  | Nonni |  |  | Bisnonni           |  |  | Trisnonni            |  |
|                         |                          |                           |                                    |  |  |       |  |  | Rodolfo il Vecchio |  |  | Alberto III il Ricco |  |
|                         |                          |                           |                                    |  |  |       |  |  | Rodolfo il Vecchio |  |  | Alberto III il Ricco |  |
|                         |                          | Ida di Pfullendorf        |                                    |  |  |       |  |  | Rodolfo il Vecchio |  |  |                      |  |
| Alberto IV il Saggio    |                          |                           |                                    |  |  |       |  |  | Rodolfo il Vecchio |  |  |                      |  |
|                         |                          | Agnese di Staufen         | Goffredo di Staufen                |  |  |       |  |  |                    |  |  |                      |  |
|                         |                          | Agnese di Staufen         | Goffredo di Staufen                |  |  |       |  |  |                    |  |  |                      |  |
|                         |                          | Agnese di Staufen         | …                                  |  |  |       |  |  |                    |  |  |                      |  |
| Rodolfo I d'Asburgo     |                          | Agnese di Staufen         |                                    |  |  |       |  |  |                    |  |  |                      |  |
|                         |                          | Ulrico III di Kyburg      | Hartmann III di Dillingen e Kiburg |  |  |       |  |  |                    |  |  |                      |  |
|                         |                          | Ulrico III di Kyburg      | Hartmann III di Dillingen e Kiburg |  |  |       |  |  |                    |  |  |                      |  |
|                         |                          | Ulrico III di Kyburg      | Richenza di Lenzburg               |  |  |       |  |  |                    |  |  |                      |  |
| Edvige di Kyburg        |                          | Ulrico III di Kyburg      |                                    |  |  |       |  |  |                    |  |  |                      |  |
|                         |                          | Anna di Zähringen         | Bertoldo IV di Zähringen           |  |  |       |  |  |                    |  |  |                      |  |
|                         |                          | Anna di Zähringen         | Bertoldo IV di Zähringen           |  |  |       |  |  |                    |  |  |                      |  |
|                         |                          | Anna di Zähringen         | Elvige di Frohburg                 |  |  |       |  |  |                    |  |  |                      |  |
| Matilde d'Asburgo       |                          | Anna di Zähringen         |                                    |  |  |       |  |  |                    |  |  |                      |  |
|                         | Burcardo IV di Hohenberg | Burcardo III di Hohenberg |                                    |  |  |       |  |  |                    |  |  |                      |  |
|                         | Burcardo IV di Hohenberg | Burcardo III di Hohenberg |                                    |  |  |       |  |  |                    |  |  |                      |  |
|                         | Burcardo IV di Hohenberg | Cunegonda di Grünberg     |                                    |  |  |       |  |  |                    |  |  |                      |  |
| Burcardo V di Hohenberg | Burcardo IV di Hohenberg |                           |                                    |  |  |       |  |  |                    |  |  |                      |  |
|                         |                          | Valpurga di Aichelberg    | Luitoldo di Aichelberg             |  |  |       |  |  |                    |  |  |                      |  |
|                         |                          | Valpurga di Aichelberg    | Luitoldo di Aichelberg             |  |  |       |  |  |                    |  |  |                      |  |
|                         |                          | Valpurga di Aichelberg    | ? di Otterswang                    |  |  |       |  |  |                    |  |  |                      |  |
| Gertrude di Hohenberg   |                          | Valpurga di Aichelberg    |                                    |  |  |       |  |  |                    |  |  |                      |  |
|                         |                          | Rodolfo II di Tubinga     | Rodolfo I di Tubinga               |  |  |       |  |  |                    |  |  |                      |  |
|                         |                          | Rodolfo II di Tubinga     | Rodolfo I di Tubinga               |  |  |       |  |  |                    |  |  |                      |  |
|                         |                          | Rodolfo II di Tubinga     | Matilde di Gleiberg                |  |  |       |  |  |                    |  |  |                      |  |
| Matilde di Tubinga      |                          | Rodolfo II di Tubinga     |                                    |  |  |       |  |  |                    |  |  |                      |  |
|                         |                          | ? di Ronsberg             | Enrico di Ronsberg                 |  |  |       |  |  |                    |  |  |                      |  |
|                         |                          | ? di Ronsberg             | Enrico di Ronsberg                 |  |  |       |  |  |                    |  |  |                      |  |
|                         |                          | ? di Ronsberg             | Udihilda di Gammertingen           |  |  |       |  |  |                    |  |  |                      |  |
|                         |                          | ? di Ronsberg             |                                    |  |  |       |  |  |                    |  |  |                      |  |